# Nänie
Nänie (la forma tedesca del latino naenia, che significa "una canzone funebre" dal nome della dea romana Nenia) è una composizione per coro e orchestra SATB, Op. 82 di Johannes Brahms, che mise in musica la poesia "Nänie" di Friedrich Schiller.

## Storia
Brahms iniziò la sua composizione nella primavera del 1880 in risposta alla morte del suo amico, il pittore Anselm Feuerbach. Scelse il testo facendo riferimento ai frequenti motivi della mitologia greca nell'opera del pittore. Brahms completò la composizione nell'estate del 1881 e la dedicò a Henriette Feuerbach, la matrigna del pittore. Scritto circa un decennio dopo Ein deutsches Requiem, mostra un simile approccio di consolazione di coloro che piangono una morte.
Nänie è un lamento sull'inevitabilità della morte; la prima frase, "Auch das Schöne muß sterben", si traduce in "Anche il bello deve morire". La durata tipica di una esibizione è di circa 15 minuti.

## Poesia
Il lamento di Schiller non è per una persona specifica, ma per la morte dell'astratto "bello" ("Das Schöne"). Schiller menziona tre episodi della mitologia greca, ma ancora una volta per lo più senza nomi, supponendo che il lettore con conoscenza farà i collegamenti. Il primo episodio si riferisce a Orfeo che cerca di salvare Euridice dagli inferi, il secondo si riferisce al lutto di Afrodite per il suo amante Adone, il terzo si riferisce al fallito tentativo di Teti di salvare il figlio Achille dalla morte.
Das Menschen und Götter bezwinget,

Nicht die eherne Brust

rührt es des stygiischen Zeus.

Einmal nur erweichte

die Liebe den Schattenbeherrscher,

Und an der Schwelle noch, streng,

rief er zurück sein Geschenk.

Nicht stillt Aphrodite

dem schönen Knaben die Wunde,

Die in den zierlichen Leib

grausam der Eber geritzt.

Nicht errettet den göttlichen Held

die unsterbliche Mutter,

Wann er, am skäischen Tor fallend,

sein Schicksal erfüllt.

Aber sie steigt aus dem Meer

mit allen Töchtern des Nereus,

Und die Klage hebt an

um den verherrlichten Sohn.

Siehe, da weinen die Götter,

es weinen die Göttinnen alle,

Dass das Schöne vergeht,

dass das Vollkommene stirbt.

Auch ein Klaglied zu sein

im Mund der Geliebten ist herrlich,

Denn das Gemeine geht

klanglos zum Orkus hinab.»

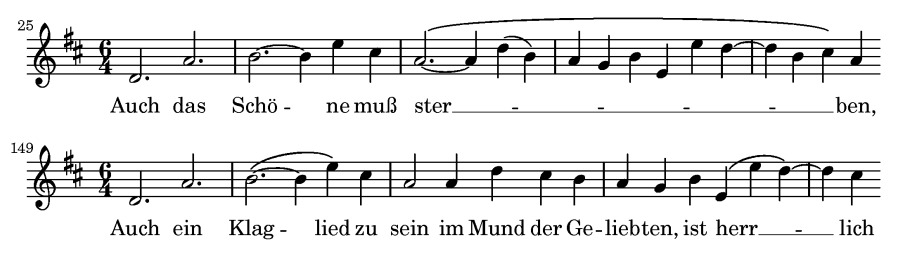
Tema iniziale (usato anche successivamente)

Quel che vince uomini e dèi

non turba il ferreo cuore

dello Zeus d'Averno.

Soltanto una volta Amore

addolcì il signore delle tenebre,

ma sulla soglia fatale, rigidamente

revocò il suo dono.

Non lenisce Afrodite

al grazioso fanciullo la ferita

che al leggiadro suo corpo

inferse crudelmente il verro.

La madre immortale

non risparmia l'eroe divino

quando, cadendo alle porte Scee,

porta a compimento il suo destino.

Ecco però che ella sorge dal mare

con tutte le figlie di Nereo,

e s'eleva il lamento

per il figlio glorificato.

Ecco, piangono gli dèi

e piangono le dèe tutte,

dal momento che il Bello scompare

e che muore anche tutto ciò che è perfetto.

Anche esser un canto lamentoso

sul labbro dell'amata, è bello,

poiché senza pianto

il volgo va sotterra.»

## Altre composizioni
Esiste anche un'ambientazione del testo di Hermann Goetz, scritta nel 1874, che è stata registrata.